# Caresana
Pour le compositeur, voir Cristofaro Caresana.
Caresana (français : Caresane ou Carezane) est une commune italienne de la province de Verceil dans la région Piémont en Italie.

## Administration
| Période                                  | Période | Identité | Étiquette | Qualité |
| ---------------------------------------- | ------- | -------- | --------- | ------- |
|                                          |         |          |           |         |
| Les données manquantes sont à compléter. |         |          |           |         |

### Communes limitrophes
Langosco, Motta de' Conti, Pezzana, Rosasco, Stroppiana, Villanova Monferrato